# Disembolus torquatus
Disembolus torquatus är en spindelart som beskrevs av Alfred Frank Millidge 1981. Disembolus torquatus ingår i släktet Disembolus och familjen täckvävarspindlar. Inga underarter finns listade i Catalogue of Life.